# محمدرضا شیرازی
محمدرضا آيت‌الله زاده شیرازی  از سیاستمداران ایرانی بود، که در دوره‌  هفتم بعنوان نماینده بوشهر در مجلس شورای ملی حضور داشت.